# 김은수 (아나운서)
김은수(1987년 10월 1일 ~ )는 2009년 미스코리아 서울 미 출신의 대한민국의 아나운서이자 MC, 기상 캐스터이다.

## 프로필
- 출생 : 1987년 10월 1일
- 신체 : 172 cm, 50 kg
- 학력 : 성균관대학교신문방송학과, 고려대학교 언론대학원 언론전공
- 수상 : 2009년 미스 서울 미

## 같이 보기
- 2009년 미스코리아
- 미스 서울